# Sin Byeong-hyeon
Sin Byeong-hyeon (coréen : 신병현; né le 7 février 1921 à Hwanghae en Corée, décédé le 4 avril 1999 à Washington D.C, aux États-Unis) est un homme d'État sud-coréen qui fut Premier ministre par intérim de 1984 à 1985.